# Mramorak
Mramorak (cyr. Мраморак) – wieś w Serbii, w Wojwodinie, w okręgu południowobanackim, w gminie Kovin. W 2011 roku liczyła 2690 mieszkańców.